# 井上明久
井上 明久（いのうえ あきひさ、1947年9月13日 - ）は、日本の金属学者。東北大学第20代総長、同総長特別顧問、日本学士院会員。専門は金属物性、無機材料・物性、構造・機能材料。アモルファス合金や金属ガラスに関する研究で知られるが、研究不正が疑われている。中華人民共和国国務院千人計画に参加。

## 経歴と業績
姫路工業大学工学部金属材料工学科卒業後、増本健の指導を受けて1975年3月に東北大学大学院工学研究科金属材料科学専攻博士課程を修了し、工学博士の学位を取得。1976年4月に東北大学金属材料研究所に助手として着任後、東北大学教授（1990年5月 -）、東北大学金属材料研究所第18代所長（2000年4月 - 2006年11月）、文部科学省科学官（2001年 - 2004年・併任）、東北大学副学長（2005年4月 - 2006年11月）、同総長（2006年11月 - 2012年3月）を務めた。金属ガラスをはじめとする高機能な非平衡物質の精製方法を開拓しその産業化に指導的役割を果たした業績や、論文の総被引用数が1981年以降で1万4000回を超え、材料科学分野で世界最高水準にあることなどが評価され、2006年12月の日本学士院第1004回総会において第2部（自然科学部門）第5分科（工学）の会員に選定された。
東北大学総長としては、2007年3月に策定した「井上プラン2007」で同大学を世界のトップ30に入る「世界リーディング・ユニバーシティ」とする目標を掲げ、任期中、2007年9月に文部科学省の「世界トップレベル研究拠点（WPI）プログラム」に採択された原子分子材料科学高等研究機構の創設、2008年のディスティングイッシュトプロフェッサー（卓越教授）制度の創設、2009年7月の文部科学省の「国際化拠点整備事業（グローバル30）」への採択達成、2010年にアジアで初めてヨーロッパ大学協会による大学評価を受けるなど、東北大学の国際化と研究体制の強化に取り組んだ。2006年の総長室設置、2008年の東北大学基金の創設など、法人化された東北大学の経営体制と経営基盤の強化にも取り組んだ。
2002年に「過冷却金属液体の安定化とバルク金属ガラスの開拓」の功績により日本学士院から日本学士院賞を受賞。「革新的金属材料『金属ガラス』を用いた産業用小型・高性能デバイスの開発」の功績により、2006年に第5回産学官連携功労者表彰で並木精密宝石・長野計器と共同で内閣総理大臣賞を受賞。2009年にアメリカ物理学会からジェームス・C・マックグラディ新材料賞を受賞。2010年にActa Materialiaから Acta Materialia, Gold Medal を受賞。
2024年、瑞宝大綬章受章。

## 「不正行為」疑惑
井上は一部の論文に関して二重投稿やその他の不正行為の疑いを受けた。2007年5月、井上の実験結果の一部に再現性がないと主張する匿名の告発文が文部科学省に送付され、同省は東北大学に調査を求めた。東北大学は理事の庄子哲雄を長とする委員会を設置して調査を行い、再現性があることを確認した。2009年に日野秀逸、大村泉らが井上の実験結果の捏造の可能性を指摘したが、検討にあたった東北大学の外部委員らは不正を疑うべき根拠がないと回答し、井上は2010年7月までに名誉毀損で大村らを提訴し大村らは反訴した。2011年6月、井上がApplied Physics Letters誌に投稿した論文が二重投稿にあたるとして同誌から取り下げられた。それを含む井上を著者・共著者とする計7報が、二重投稿だったとして2012年までに取り下げられた。これらの二重投稿について調査するため東北大学は2010年12月に有馬朗人を長とする調査委員会を設置した。同委員会は2012年1月の報告書で二重投稿の事実を認めて井上に反省を求め、井上はこれに従った。御園生誠を長とする科学技術振興機構の調査委員会は不適切な二重投稿の存在を認めた一方で、同機構が助成した「井上過冷金属プロジェクト」の成果の主要な部分には影響しないと2012年3月に報告した。井上はデータの捏造については2011年までに否定し、二重投稿については事故や共著者との行き違いが原因だったと2012年に説明した。井上の複数の論文に渡る同一資料写真の不自然な使い回しなどに関して科学技術振興機構が2012年までに調査を求めていたのに応じて、東北大学が調査委員会の設置を決めたことが2013年3月に報じられた。
日本金属学会が3本の論文を撤回したことが2019年3月27日の朝日新聞で報じられた。研究対象が異なる別の論文から写真やグラフを使い回すなど、「科学的に不適切」だったとしている。撤回された論文は、学会誌に1997年と99年、2000年に掲載された。いずれも井上が筆頭著者で、一般的な金属より丈夫なでさびにくい「金属ガラス」について書かれていた。井上は、「20~22年前の論文。撤回が特別な意味を持つとは思わない」と弁護士を通じてコメントしている。

## 主著
- Bulk Metallic Glasses, 2011, Taylor & Francis, ISBN 1-4398-5969-8. （Cury Suryanarayana と共著）[6]
- 『新機能材料金属ガラスの基礎と産業への応用』（2009年、テクノシステム）、ISBN 978-4-92472-858-5。[6]
- 『バルク金属ガラスの材料科学と工学』（2008年、シーエムシー出版）、ISBN 4-8823-1684-6。（監修）[6]
- 『ナノメタルの最新技術と応用開発』（2003年、シーエムシー出版）、ISBN 978-4-88231-409-7。（監修、共著）[7]
- Bulk Amorphous Alloys - Practical Characteristics and Applications, 1999, Trans Tech Publications, ISBN 978-0-87849-830-7. [6][7]